# Newhalen-folyó
A Newhalen-folyó egy kis folyó Alaszka déli részén, a Lake Clark Nemzeti Parkon belül. Hossza 40 km. A Six Mile tóból ered, és az Iliamna-tóba ömlik, melynek kifolyása a Kvichak-folyó, ami a Bristol-öbölbe torkollik.
A folyón kedvelt vízi sport  a rafting és a kajakozás. A folyó bővelkedik lazacokban.
A folyóéval megegyező nevű kis település, Newhalen az Iliamna-tó partján fekszik, ahol a folyó a tóba torkollik. Lakosainak száma 160.